# Ethelda Bleibtrey
Ethelda Bleibtrey   (Waterford, 27 de febrer de 1902 - West Palm Beach, 6 de maig de 1978) fou una nedadora estatunidenca, guanyadora de tres medalles olímpiques d'or.
Va participar, als 18 anys, en els Jocs Olímpics d'Estiu de 1920 realitzats a Anvers (Bèlgica), on va aconseguir guanyar la medalla d'or en la prova dels 100 metres lliures, establint un nou rècord del món 1:13.6 minuts; en els 300 metres lliures, establint el rècord del món amb un temps de 4:34.0 minuts; així com en la prova dels relleus 4x100 metres lliures, establint un nou rècord del món amb un temps de 5:11.6 minuts al costat de Margaret Woodbridge, Frances Schroth i Irene Guest. Bleibtrey es convertí en la primera nedadora nord-americana en aconseguir una victòria olímpica, així com la primera dona de qualsevol nacionalitat en aconseguir tres medalles olímpiques.
El 1967 fou inclosa a l'International Swimming Hall of Fame com a "Honor Swimmer".